# Jan Mulder (musicus)

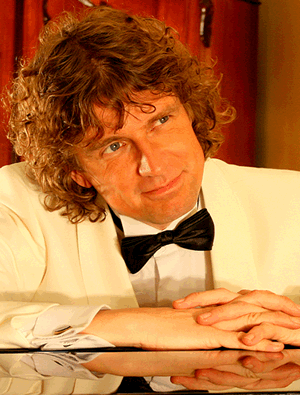
Jan Mulder in Orlando (Florida)

Jan Mulder (Rotterdam, 6 maart 1963) is een Nederlandse pianist, componist en dirigent die sinds 2011 in Orlando, Florida woont.

## Biografie
Mulder volgde een opleiding bij de Roemeense pianiste Anca Manu en aan het Rotterdams Conservatorium bij Elly Salomé. Samen met het The London Orchestra nam hij vier soloalbums op: Écossaise, Écossaise 2, Écossaise Christmas en Grandezza. Een Nederlandse productie The Glorious Album waarop Thijs van Leer samen met het orkest Nieuw Sinfoniëtta Amsterdam composities van Mulder speelt, kreeg een internationale prijs. De cd Ocean of Dreams werd opgenomen in Moskou, samen met het Moscow Symphony Orchestra onder leiding van dirigent Alexandre Dmitriev uit Sint-Petersburg. De cd "The Piano Dreamer" werd opgenomen in de Abbey Road Studios in Londen, samen met het London Symphony Orchestra. De cd Love Divine (2013) behaalde goud en platina en stond op nummer 1 in de Classic FM Top 20 bestverkochte cd's. In 2014 verscheen Christmas, de 3e cd van Jan Mulder met het London Symphony Orchestra, waarop Andrea Bocelli te horen is met "A Choir of a Thousand Angels". In 2021 is Love Divine 7 met het Royal Philharmonic Orchestra uitgekomen.
In 2007 is Mulder naar Amerika geëmigreerd. Mulder is in het bezit van een concertvleugel: een Italiaanse Fazioli 308.
Mulder trad op met een 120 musici tellend orkest tijdens "The Coronation Prom" in de Royal Albert Hall te Londen op 6 mei 2023, ter gelegenheid van de kroning van King Charles III & Camilla.

## Familie
Mulder is een zoon van Bieuwe Fokke Mulder en Hillechina Deddens, de eerste een zoon van de Nederlands-Gereformeerde predikant te Kampen Jan Oebele Mulder (1903-2002), naar wie hij werd genoemd, de laatste een dochter van prof. Pieter Deddens. De organist, pianist en dirigent Klaas Jan Mulder was een broer van zijn vader en dus een oom van hem.

## The Beethoven Foundation
De 'Beethoven Foundation' is een non-profitorganisatie die in 2007 door Jan Mulder werd opgezet. De stichting geeft geld aan jonge talentvolle studenten, die daarmee een muziekopleiding kunnen volgen aan een conservatorium.  Dagelijks krijgt de Foundation piano's en vleugels aangeboden, waarmee het goede doel gesteund wordt. Ook violen, schilderijen en andere waardevolle objecten worden aan de Beethoven Foundation gedoneerd. De opbrengst van speciale concerten die Jan Mulder geeft in Europa, Amerika en China, komen ten goede aan de Beethoven Foundation.

## Highlights
- Composities: 1,252
- CD's: 265
- Label: Miller Music USA / Universal
- Internationale Prijzen: 1

## Discografie
- The Calm Collection (2025)
- One Hand, One Heart (2024)
- Love Divine VII (2021)
- Love Divine VI (2019)
- The Omnipotent (Single) (2019)
- Ocean of Dreams II (2018)
- Love Divine V (2018)
- Love Divine IV (2017)
- Love Divine III (2016)
- Love Divine II (2015)
- Christmas (2014)
- Love Divine (2013)
- Sounds of Silence (2012)
- The Piano Dreamer (2012)
- Jan Mulder's Favourite Hymns (2010)
- Jan Mulder in Concert (2009)
- Coming to America (2008)
- Ocean of Dreams (2006)
- Grandezza (2004)
- The Best of Ecossaise (2003)
- Ecossaise Christmas (2002)
- Ecossaise 2 (2001)
- Ecossaise (2000)

## DVD's
- Jan Mulder in Concert (2009)

## Galerij

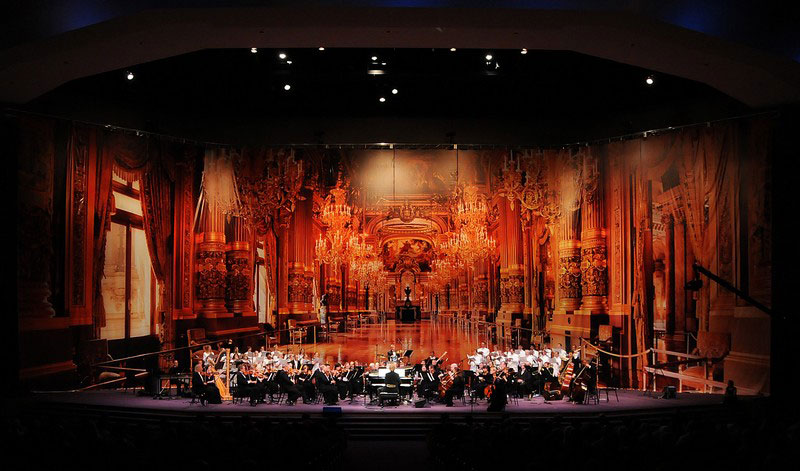
Debuutconcert Amerikaanse televisie
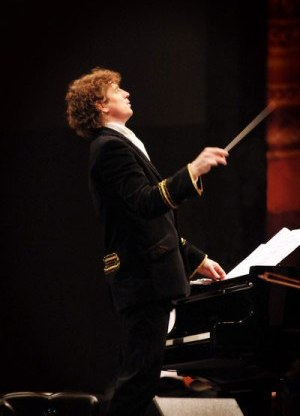
Jan Mulder dirigeert zijn orkest in Amerika
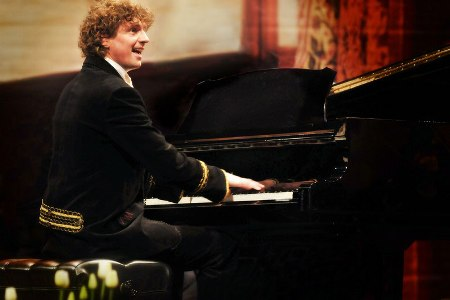
Jan Mulder op tournee in de VS

- Biblioteca Nacional de España: XX5571900
- International Standard Name Identifier: 0000 0003 8907 5983
- Library of Congress Control Number: no2015065433
- MusicBrainz: f7f427b8-4d2a-4d5c-86a4-fa0725dbc455
- Nederlandse Thesaurus van Auteursnamen: 163654514
- Virtual International Authority File: 282385300
- WorldCat: E39PBJyRxwwbhcQhxj7Ht9G4MP